# Oleg Jaroslavič
Oleg Jaroslavič (in ucraino Олег Ярославич?; dopo il 1161 – 1189), sarcasticamente chiamato "Nastasič ("figlio di Anastasia") dai sudditi per via di sua madre, fu principe di Galizia nel 1187 e, forse, nel 1189. Era figlio illegittimo di Jaroslav Osmomysl e di una sua concubina.